# دیسن-شترایزوو
دیسن-شترایزوو (به آلمانی: Dissen-Striesow) یک شهر  در آلمان است که در اشپری-نایسه واقع شده‌است. دیسن-شترایزوو ۱٬۰۷۳ نفر جمعیت دارد.

## خواهرخوانده
شهر دیسن بای جنگ توتبورکر خواهرخواندهٔ دیسن-شترایزوو هست.